# Aphyocharax
Aphyocharax es un género de peces de la familia Characidae en el orden de los Characiformes.

## Especies
Hay doce especies en este género:
- Aphyocharax agassizii (Steindachner, 1882)
- Aphyocharax alburnus (Günther, 1869)
- Aphyocharax anisitsi C. H. Eigenmann & C. H. Kennedy, 1903
- Aphyocharax colifax Taphorn & Thomerson, 1991
- Aphyocharax dentatus C. H. Eigenmann & C. H. Kennedy, 1903
- Aphyocharax erythrurus C. H. Eigenmann, 1912
- Aphyocharax gracilis Fowler, 1940
- Aphyocharax nattereri (Steindachner, 1882)
- Aphyocharax paraguayensis C. H. Eigenmann, 1915
- Aphyocharax pusillus Günther, 1868
- Aphyocharax rathbuni C. H. Eigenmann, 1907
- Aphyocharax yekwanae Willink, Chernoff & Machado-Allison, 2003